# Allu
Pour les articles homonymes, voir Allu (homonymie).
Allu est une très petite île d'Estonie inhabitée, située dans le golfe de Finlande, au nord du pays.

## Géographie
L'île est située à 4,87 km de la côte du village de Kaberneeme, appartient à la commune de Jõelähtme et est également située à 380 mètres à l'est de l'île de Rammu. Elle fait 1,13 hectare de superficie, mesure environ 250 mètres de long et 100 mètres de large et son point culminant est situé à 1,5 m au-dessus du niveau de la mer.

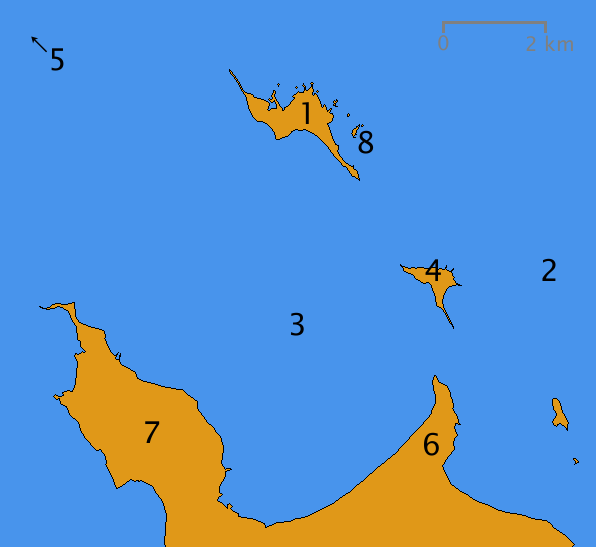
Situation de l'île (8)

## Histoire
Au début du XIXe siècle, Johannes Rans acquit l'île du tsar russe.
En 1851, une tempête a amené une baleine à bosse morte de 9,7 mètres sur la plage.

### Aujourd'hui
L'île Allu fait partie de la réserve naturelle de la baie de Kolga. Le propriétaire est toujours français. L'île d'Allu fait partie intégrante de la propriété Olmi sur l'île de Rammu.